# Jugoslovanska hokejska liga 1948/49
Sezona 1948/49 jugoslovanske hokejske lige je bila sedma sezona jugoslovanskega prvenstva v hokeju na ledu. Naslov jugoslovanskega prvaka so drugič osvojili hokejisti hrvaškega kluba KHL Mladost Zagreb v tesnem obračunu, kajti vsa tri vodilna moštva so imela po zmago in poraz, odločala pa je gol razlika. O naslovu prvaka je odločal turnir v Ljubljani in Planici, ki je potekal med 25. in 28. januarjem 1949.

## Sodelujoči klubi
| Skupina А (1. do 3. mesto)                          | Skupina B (4. do 6. mesto)                            | Skupina C (7. do 9. mesto)                      |
| --------------------------------------------------- | ----------------------------------------------------- | ----------------------------------------------- |
| KHL Mladost Zagreb HK Partizan Beograd HK Ljubljana | HK Tekstilac Varaždin HK Spartak Subotica S.D. Zagreb | HK Naprijed Sisak HK Beograd HK Korana Karlovac |

## Lestvica
| Klub                   | OT | Z | N | P | DG | PG | GR | Toč |
| ---------------------- | -- | - | - | - | -- | -- | -- | --- |
| 1. KHL Mladost Zagreb  | 2  | 1 | 0 | 1 | 9  | 7  | +2 | 2   |
| 2. HK Partizan Beograd | 2  | 1 | 0 | 1 | 6  | 5  | +1 | 2   |
| 3. HK Ljubljana        | 2  | 1 | 0 | 1 | 3  | 6  | -3 | 2   |

| Klub                     | OT | Z | N | P | DG | PG | GR  | Toč |
| ------------------------ | -- | - | - | - | -- | -- | --- | --- |
| 1. HK Tekstilac Varaždin | 2  | 2 | 0 | 0 | 13 | 1  | +12 | 4   |
| 2. HK Spartak Subotica   | 2  | 1 | 0 | 1 | 5  | 8  | -3  | 2   |
| 3. S.D. Zagreb           | 2  | 0 | 0 | 2 | 4  | 13 | -9  | 0   |

| Klub                  | OT | Z | N | P | DG | PG | GR  | Toč |
| --------------------- | -- | - | - | - | -- | -- | --- | --- |
| 1. HK Naprijed Sisak  | 2  | 2 | 0 | 0 | 22 | 3  | +19 | 4   |
| 2. HK Beograd         | 2  | 1 | 0 | 1 | 8  | 4  | +4  | 2   |
| 3. HK Korana Karlovac | 2  | 0 | 0 | 2 | 5  | 28 | -25 | 0   |

## Končni vrstni red
1. KHL Mladost Zagreb
2. HK Partizan Beograd
3. HK Ljubljana
4. HK Tekstilac Varaždin
5. HK Spartak Subotica
6. S.D. Zagreb
7. HK Naprijed  Sisak
8. HK Beograd
9. HK Korana Karlovac